# Trypeticus sauteri
Trypeticus sauteri är en skalbaggsart som beskrevs av Heinrich Bickhardt 1913. Trypeticus sauteri ingår i släktet Trypeticus och familjen stumpbaggar. Inga underarter finns listade i Catalogue of Life.